# Аурбайр
Аурбайр (исл. Árbær, исландское произношение: [ˈaurˌpaiːr̥]) — один из десяти районов Рейкьявика, который находится в восточной части города. В центре района находится река Эдлидаау и долина Эдлидааурдалюр. В 2022 году население составляло 11 548 человек.

## История
Основная жилая часть района была построена в 1960—1970-х годах в скандинавском функционалистическом стиле, почти в таком же стиле был построен близлежащий Брейдхольт. Разработка внешних частей Аурбайра началась в 1980-х годах и продолжалась вплоть до 90-х годов. В 2000-х годах был построен Norðlingaholt на восточной окраине города, а также новый коммерческий участок, примыкающий к самой старой части.

## Достопримечательности
В Аурбайре находится музей под открытым небом Árbæjarsafn.

## Спорт
Местный клуб Филькир играет в Премьер-лиге Исландии и является двукратным обладателем Кубка Исландии по футболу среди мужчин.